# لا بيل
لا بيل (بالإنجليزية: La Belle)‏ هي مدينة أمريكية تقع في ولاية ميزوري. تبلغ مساحة هذه المدينة 1.7 (كم²)،ويبلغ عدد سكانها 669 نسمة حسب إحصاء سنة 2010 م 669.تشير إحصاءات سنة 2000م بأن الكثافة السكانية في هذه المدينة تقدر بـ(406.4) نسمة/كم2 

## التركيبة السكانية
قام مكتب تعداد الولايات المتحدة بتحديد بيانات التركيبة السكانية للا بيلفي تعداد الولايات المتحدة. في ما يلي، التركيبة السكانية حسب تعدادي 2000 و2010.

### تعداد عام 2000
بلغ عدد سكان لا بيل 669 نسمة بحسب تعداد عام 2000، وبلغ عدد الأسر 282 أسرة وعدد العائلات 159 عائلة مقيمة في المدينة. في حين سجلت الكثافة السكانية 1,052.6 نسمة لكل ميل مربع (406.4/كم2). وبلغ عدد الوحدات السكنية 338 وحدة بمتوسط كثافة قدره 531.8 نسمة لكل ميل مربع (205.3/كم2).
وتوزع التركيب العرقي للمدينة بنسبة 92.08% من البيض و 0.15% من سكان جزر المحيط الهادئ و 5.83% من الأمريكيين الأفارقة و 0.90% من عرقين مختلطين أو أكثر.
بلغ عدد الأسر 282 أسرة كانت نسبة 26.2% منها لديها أطفال تحت سن الثامنة عشر تعيش معهم، وبلغت نسبة الأزواج القاطنين مع بعضهم البعض 44.3% من أصل المجموع الكلي للأسر، ونسبة 7.8% من الأسر كان لديها معيلات من الإناث دون وجود شريك، وكانت نسبة 43.3% من غير العائلات. تألفت نسبة 37.9% من أصل جميع الأسر من أفراد ونسبة 21.3% كانوا يعيش معهم شخص وحيد يبلغ من العمر 65 عاماً فما فوق. وبلغ متوسط حجم الأسرة المعيشية 2.89، أما متوسط حجم العائلات فبلغ 2.19.
بلغ العمر الوسطي للسكان 43 عاماً. وكانت نسبة 23.9% من القاطنين تحت سن الثامنة عشر، وكانت نسبة 7.0% بين الثامنة عشر والأربعة وعشرون عاماً، ونسبة 22.0% كانت واقعةً في الفئة العمرية ما بين الخامسة والعشرون حتى والأربعة وأربعون عاماً، ونسبة 22.3% كانت ما بين الخامسة والأربعون حتى الرابعة والستون، ونسبة 24.8% كانت ضمن فئة الخامسة والستون عاماً فما فوق. يوجد لكل 100 أنثى 90.1 ذكر، ويوجد لكل 100 أنثى في الثامنة عشر من عمرها فما فوق 80.5 ذكر.
بلغ متوسط دخل الأسرة في المدينة 21,477 دولار، أما متوسط دخل العائلة فبلغ 24,000 دولار. وكان متوسط دخل الذكور 26,917 دولار مقابل 16,136 دولار للإناث. وسجل دخل الفرد الخاص بالمدينة 12,424 دولار. وكانت نسبة 21.2% من العائلات ونسبة 28.5% من السكان تحت خط الفقر، وكان من هؤلاء نسبة 37.5% تحت سن الثامنة عشر ونسبة 25.0% في الخامسة والستين من العمر وما فوق.

### تعداد عام 2010
بلغ عدد سكان لا بيل 660 نسمة بحسب تعداد عام 2010، وبلغ عدد الأسر 277 أسرة وعدد العائلات 149 عائلة مقيمة في المدينة. في حين سجلت الكثافة السكانية 970.6 نسمة لكل ميل مربع (374.8/كم2). وبلغ عدد الوحدات السكنية 351 وحدة بمتوسط كثافة قدره 516.2 لكل ميل مربع (199.3/كم2).
وتوزع التركيب العرقي للمدينة بنسبة 92.9% من البيض و 5.6% من الأمريكيين الأفارقة و 1.5% من عرقين مختلطين أو أكثر.
بلغ عدد الأسر 277 أسرة كانت نسبة 30.0% منها لديها أطفال تحت سن الثامنة عشر تعيش معهم، وبلغت نسبة الأزواج القاطنين مع بعضهم البعض 40.1% من أصل المجموع الكلي للأسر، ونسبة 10.1% من الأسر كان لديها معيلات من الإناث دون وجود شريك، بينما كانت نسبة 3.6% من الأسر لديها معيلون من الذكور دون وجود شريكة وكانت نسبة 46.2% من غير العائلات. تألفت نسبة 42.6% من أصل جميع الأسر من أفراد ونسبة 23.1% كانوا يعيش معهم شخص وحيد يبلغ من العمر 65 عاماً فما فوق. وبلغ متوسط حجم الأسرة المعيشية 3.03، أما متوسط حجم العائلات فبلغ 2.22.
بلغ العمر الوسطي للسكان 43.3 عاماً. وكانت نسبة 24.7% من القاطنين تحت سن الثامنة عشر، وكانت نسبة 6.7% بين الثامنة عشر والأربعة وعشرون عاماً، ونسبة 20.2% كانت واقعةً في الفئة العمرية ما بين الخامسة والعشرون حتى والأربعة وأربعون عاماً، ونسبة 26.4% كانت ما بين الخامسة والأربعون حتى الرابعة والستون، ونسبة 22.1% كانت ضمن فئة الخامسة والستون عاماً فما فوق. وتوزع التركيب الجنسي للسكان بنسبة 49.8% ذكور و50.2% إناث.